# Gunung Betiri
Gunung Betiri är ett berg i Indonesien.   Det ligger i provinsen Jawa Timur, i den sydvästra delen av landet, 800 km öster om huvudstaden Jakarta. Toppen på Gunung Betiri är 1 215 meter över havet.
Terrängen runt Gunung Betiri är huvudsakligen kuperad. Gunung Betiri är den högsta punkten i trakten. Runt Gunung Betiri är det ganska glesbefolkat, med 23 invånare per kvadratkilometer. I omgivningarna runt Gunung Betiri växer i huvudsak städsegrön lövskog.